# Emma Frost
Emma Grace Frost, também conhecida como "Rainha Branca", é uma personagem fictícia que aparece nos quadrinhos americanos publicados pela Marvel Comics, mais comumente associada aos X-Men.
Descrita como uma anti-heroína, uma mutante com poderes de telepatia e transformar o seu corpo em uma forma de diamante.
Apareceu pela primeira vez em The Uncanny X-Men #129 (janeiro de 1980), criada pelo escritor Chris Claremont e pelo artista/co-roteirista John Byrne. Claremont disse que a sua inspiração para Emma Frost foi um episódio da série Os Vingadores em que Emma Peel (interpretada por Diana Rigg) se infiltrava em uma sociedade secreta usando roupas provocantes e a alcunha "Rainha do Pecado".

## Biografia ficcional da personagem

### Origem
Emma Frost é de uma rica e tradicional família de Boston. Quando jovem, era considerada uma garota feia e com dificuldades de aprendizagem, situação que perdurou até que seus poderes telepáticos se manifestarem pela primeira vez. Ao adquirir as habilidades de ler os pensamentos das pessoas, se tornou uma das melhores alunas da turma, mas também foi a época em que sua família começou a ruir: Seu irmão (e único amigo), tentou se matar após sofrer constantes retaliações do pai, que não aceitava a homossexualidade recém assumida do rapaz; sua irmã, Adrienne, torna-se cada vez mais cruel e revela traços de uma personalidade psicopática; os casos adúlteros de seu pai foram revelados; e Cordélia, a caçula da família, começou a se drogar. Diante de tantos sofrimentos, a mãe de Emma começa a se entupir de remédios e perde cada vez mais o senso de realidade. Não conseguido suportar o mau-caratismo de seu pai, as maldades de sua irmã e o abandono de seu irmão e sua mãe, Emma foge de casa.

### Clube do Inferno
Depois de algum tempo morando nas ruas, Antes de fugir de casa, a mutante somente sabia que poderia ler a mente de outras pessoas, mas não tinha dimensão do que acontecia nem qual era a exata extensão de seus poderes. Algo que a assustava era o fato de que a única mente da qual não tinha acesso era o de sua irmã Adrienne, o que a fez desconfiar que esta também fosse "diferente".
Nas ruas, Emma começa a treinar os seus poderes, se apaixona por um rapaz que devia US$ 5.000 para um agiota que o mata, e faz Emma de refém. Irritada, ela projeta pensamentos e ilusões na mente dos bandidos até eles acabam matando uns aos outros. Após esse incidente, Emma resolve mais uma vez dar uma guinada em sua vida: muda a cor dos seus cabelos (adotando o loiro que se tornou a sua marca registrada) e entra para a Universidade Empire State em Nova York. Nessa época, os mutantes começaram a se tornar públicos e ela finalmente descobriu a origem de sua habilidades. No campus universitário, ela conhece Astrid, uma jovem que também possuía poderes telepáticos, e que fora responsável por ensinar a Emma a maioria de suas habilidades. Ela se torna uma grande intelectual, pois descobriu que é possível adquirir facilmente o conhecimento dos outros lendo os pensamentos que estão "no ar" em ambientes como bibliotecas e salas de aula.
Após seu namorado ter inesperadamente atacado uma aluna e sido acusado de agressão, Emma resolve usar os seus poderes e descobre que de alguma forma ele fora manipulado telepaticamente. Imediatamente ela percebe que Astrid fora a causadora de tal evento e que a jovem possuía uma obsessão doentia por Emma. Astrid usa então seus poderes e aprisiona a mente de Emma em sua cabeça, a fim de impedir que esta pudesse salvar o namorado. Lá ela descobre que Astrid, quando mais nova, usou sua meia-irmã de apenas 6 anos para matar os pais, tudo porque tinha inveja da pequena criança. No entanto, presa na cabeça da outra telepata, Emma acaba absorvendo todo seu conhecimento acerca da manipulação dos poderes telepáticos e os usa contra a própria Astrid, deixando-a em um estado catatônico.
Correndo até a delegacia, Emma resolve salvar seu namorado: ela usa suas habilidades para controlar a garota que prestava o depoimento, fazendo com que esta se comportasse com uma louca. Correndo em direção a seu amor, Emma conta toda verdade acerca de seus poderes e como os usara para salvá-lo. No entanto, o rapaz enoja-se de ela ser uma mutante e a deixa sob palavras fortes. Ao mesmo tempo, o corpo paralisado de Astrid é levado para o hospital. Emma lê as mentes dos estudantes que cercam a ambulância e vê como todos a acusam de ser responsável pelo que ocorrera com a outra garota, eis que as duas eram colegas de quarto. Ela percebe então a dura realidade de como é ser uma mutante.
Emma começou a trabalhar como dançarina no Clube do Inferno, uma organização da elite de empresários ricos e influentes. Lá se tornou amante de Sebastian Shaw e ascendeu ao círculo interno do Clube, ganhando o título de Rainha Branca.
Paralelamente ao clube, Emma herdou, além de uma pequena fortuna, a administração da Frost Enterprises onde teve uma ascensão rápida ao escalão superior dos mundos dos negócios com ajuda de sua telepatia. E se tornou também a diretora da Academia Massachussets - originalmente uma escola preparatória comum.
Quando o Clube do Inferno procurava por seu Rei Branco, Shaw procurou por Namor, Príncipe de Atlântida, que recusou o convite, pois Shaw disse que ele era mutante. Emma vai até o mar e se joga, e Namor a salva, tudo era um plano para que ela o convencesse a ser o Rei Branco, mas eles se apaixonam e ela fica várias semanas com Namor em Atlântida. Shaw e Donald Pierce montam sentinelas que vão atrás de Namor e Emma, eles derrotam os Sentinelas e vão atrás de Shaw e Pierce que falam que era um lucro patrocinar os Sentinelas, Emma tem sua mente apagada e Namor vai embora.
No Clube do Inferno, Emma se envolve com Sebastian Shaw e juntos planejaram o golpe que os colocaram no topo máximo do Círculo Interno do clube que possuía objetivos obscuros de dominação mundial por meios econômicos e políticos. Após o golpe, Emma foi condecorada a Rainha Branca e Shaw a Rei Negro e os mutantes dominaram o Círculo Interno. Para reforçar sua zona de influência entre os mutantes, recrutou em sua escola os Satânicos: jovens geneticamente dotados, treinando-os para utilizarem melhor seus poderes.
Encontrou os X-men pela primeira vez quando, em vão, tentou recrutar Kitty Pryde para sua equipe de alunos mutantes. Após isso, frequentemente encontrou, muitas vezes como adversários, os X-Men e sua equipe de alunos: os Novos Mutantes.
Em um desses casos, Frost estava torturando Tempestade quando a Fênix (no corpo de Jean) chegou e as duas travaram uma luta psíquica. Inicialmente parecia haver equilíbrio, mas Fênix estava apenas brincando com sua oponente e facilmente derrotou a Rainha Branca.
Nos quadrinhos, e na primeira serie animada, Tempestade derrota Emma facilmente.
Outro caso Emma querendo se vingar de de Fenix (no corpo de Jean Grey), com ajuda de Sebastion Shaw e novo membro do círculo interno, Jason Wyngarde, o Mestre Mental, que estava com seus poderes amplificados por um aparelho que Emma Frost construi, que permitia a Wyngarde projetar suas ilusões diretamente na mente de Fênix, forçou a entidade a uma úlima e derradeira ilusão: de que ela era a Rainha Negra do Clube do Inferno e sua esposa, dominando-a completamente e fazendo-a voltar-se contra os X-Men.
Com a ajuda de Fenix, a maioria dos X-Men foram capturados e Jason parecia finalmente conseguir seu passaporte definitivo ao Círculo Interno do Clube por dominar a mente da X-Man mais poderosa.
Em seguida, Jason inseriu uma ilusão na mente de Jean novamente, dessa vez mais ousado, fez com que ela achasse que estava se casando com ele e a beijou na frente de todos, inclusive de Ciclope.
Apenas com o pensamento, Beyonder matou os Novos Mutantes e em seguida retornou-os a vida. Esta mórbida experiência traumatizou toda a equipe. Magneto, que era o líder deles na época, pede a Rainha Branca para que, com seu poder, recuperasse a sanidade de seus alunos. Emma aceita o pedido mas também faz todos se recrutarem nos Satânicos. Furioso Magneto busca seus alunos de volta.

### Em Coma
Emma Frost e seus Satânicos foram atacados por Trevor Fitzroy e versões novas dos Sentinelas; desesperada, pede ajuda aos X-Men. Mas mesmo assim ela acaba ficando em coma e a maioria de seus alunos são assassinados.
Jean foi dada como morta por ter sido atingida por rajadas dos robôs. Contudo, ela sobreviveu, por ter transferido sua mente para o corpo comatoso da Rainha Branca. Surpreendentemente, em seu testamento dizia que, caso acontecesse algo a ela, que a Academia deveria ficar sob a coordenação de Charles Xavier.
Emma Frost conseguiu transferir sua mente para o corpo do Homem de Gelo e se mostrou capaz de utilizar seus poderes muito melhor do que Bobby na época. Depois ela retorna ao seu corpo e finalmente se recupera do coma.
Mas, durante o período em coma, John Sublime tinha extraido óvulos de seu corpo, multiplicando e produzindo em tubo de ensaio para criar a Arma XIV; 1000 telepatas que, quando unidas, teriam um poder inimaginável de destruição. Mais tarde fora revelados que as Armas são na verdade as Irmãs Stepford.

### Geração X
Após se recuperar, recomeçou seu papel como diretora da Academia e, com a parceria de Banshee, formou uma nova equipe de alunos mutantes: A Geração X. Frost temia que o destino de seus novos alunos fosse a morte como seus originais. Suas decisões eram tomadas quase sempre sozinha e só chegava ao conhecimento de Banshee quando tudo dava certo parecendo muitas vezes que estava envolvida em algum tipo de jogo duplo. Seu maior temor acontece, parte da Geração X é morta e a equipe se desfaz.

### X-Men
Depois da dissolução da equipe e do fechamento da Academia Massachusets, Emma passa a lecionar em Genosha até que um ataque Sentinela organizando por Cassandra Nova destrói todo o país. Neste novo momento traumático, sua mutação secundária se desenvolve e salva sua vida: Agora Emma pode se transformar em diamante.
Emma passa a lecionar agora no Instituto Xavier, suas alunas favoritas eram as cinco irmãs Stepford.

### Emma e Scott
Enquanto Jean estava fora, Emma Frost iniciou uma terapia com Ciclope a fim de sanar seus problemas de relacionamento. Durante estas terapias, eles acabaram por terem uma noite de amor. O qual Jean descobre e usou o seu poder telepático para fazer com que Emma revelasse o que realmente aconteceu.
Pouco tempo depois Frost teve seu corpo de diamante despedaçado por um tiro dado por Irmãs Stepford (que trabalhava para Xorn, que estava por trás do motim dos alunos no Instituto) e Jean, mesmo ressentida, telecineticamente reorganiza cada pedaço do diamante. Ironicamente, Jean que morre depois ao enfrentar Xorn, que revela-se um falso Magneto e destrói parte de Nova Iorque, Após a morte da sua esposa, Ciclope estava devastado e pretendia abandonar tudo, o que iria gerar um futuro apocalíptico para os mutantes. Pensando nisso, Jean Grey em forma de Fênix Branca da Coroa altera a realidade e faz com que seu esposo aceite ficar com a Emma. Sendo assim, oficializam seu relacionamento e os dois se tornam, respectivamente, diretor e co-diretora do Instituto. Emma se torna também tutora de um esquadrão de mutantes chamado Satânicos, em homenagem a primeira equipe mutante que ensinou. Nesta equipe, tinha um outro aluno querido por Emma, Julian Keller, que escolheu o nome Satânico para fazer média com Emma.
Muito se questionava sobre a índole de Frost. Havia a suspeita que Frost estava influenciando telepaticamente as decisões de Scott Summers como diretor da Academia e de que estaria trabalhando como agente duplo infiltrada na equipe. Para desbloquear temporariamente o trauma de Scott, que ficou sem poderes, Emma Frost diz verdades duras de serem ouvidas e o faz enfrentar seus demônios interiores, assim Scott recupera seus poderes.
Ela desenvolve uma relação antagônica com a colega Kitty Pryde e da filha de Jean e Ciclope, Rachel Summers, que estava furioso com seu pai para começar um relacionamento com Emma imediatamente após a morte de Jean. No entanto, as duas aparentemente chegam uma trégua quando Emma se oferece para ajudar Rachel aprimorar suas habilidades telepáticas.

### Dizimação
Depois da dizimação causada por Feiticeira Escarlate, Emma foi uma das 198 mutantes que continuaram com seus poderes, a população estudantil diminui drasticamente e Emma, sem consultar o Ciclope, decide retomar o funcionamento completo da escola.
Durante a X-Men: Phoenix - Warsong, é revelado que os óvulos de Emma são os modelos genéticos utilizados para clonar milhares de telepatas idênticos do sexo feminino, cinco das quais se tornaram as Irmãs Stepford. A descendência encapsulada, bem como Irmã Celeste, começam a se referir a Frost como "mãe" - um título cujo uso mais tarde ela aceita. No final, A Fênix (habitando o corpo de cuco Celeste) destrói os milhares de clones adicionais, Emma fica triste pela perda de suas filhas clonadas e declara vingança contra a Fênix.
Em uma conversa com o Homem de Ferro, Frost anuncia que o Instituto Xavier e os X-Men não apoiariam a Lei de Registro de Super-Humanos e permaneceriam neutro, pois ela teme que o registro de mutantes fosse colocá-los em maior perigo.

### Complexo de Messias
Emma faz parte da equipe que investiga a detecção de um novo mutante no Alasca. Ela também defende os X-Men dos Carrascos e da telepatia de Sinistro e Exodus. Emma é vista pela última vez com a equipe de Ciclope "de X-Men à procura de Cable e em seguida, rastreia os Carrascos com as cucos. Mais tarde, quando a X-Force chega ao esconderijo dos Carrascos, Emma tira Arpão de cena. Durante a batalha final na Ilha Muir, ela enfrenta Êxodos, distraindo-o em um duelo telepático tempo suficiente para Pó entrar em seu corpo e limpar seus pulmões com sua forma de areia, incapacitando-o.

### Divididos Lutaremos
Após os eventos de Complexo de Messias, Emma e Scott tiram férias na Terra Selvagem, mas logo saem para atender uma chamada de socorro do Arcanjo em São Francisco. O casal salva São Francisco. Em seguida, a prefeita de São Francisco recebe os X-Men com os braços abertos como a sua nova equipe de super-heróis e Emma e Ciclope enviam uma mensagem telepática para todos os mutantes remanescentes em todo o mundo, informando-lhes que São Francisco é agora considerado um santuário para os mutantes restantes no mundo.

### Destino Manifesto
Um grupo anti-mutante novo chamado o Culto do Inferno aparece em São Franscisco, cometendo vários crimes de ódio anti-mutantes. Eles são liderados por seu ex-aluno, Empata, assim como uma misteriosa ruiva telepata dominatrix que se chama a Rainha Vermelha. Depois Empata revela sua experiência de cobiçar Emma durante seus dias na Academia de Massachusetts, a dominatrix assume aparência de Emma. Ao investigar a base Culto do Inferno, Ciclope é seduzido por Emma, que está vestindo roupa da Rainha Vermelha dominatrix. Mais tarde, enquanto estavam em um concerto no teatro Cristal, Scott menciona o evento, Emma fica confusa com o que ele significa. Naquele momento, Scott trava a vista em uma mulher de vermelho familiar sobre o outro lado do clube. Quando Emma pergunta o que ele viu, ele enigmaticamente diz a ela que sua falecida ex-mulher de Madelyne Pryor está viva.
Emma também expressou dúvidas sobre se ela não merece ser um X-Men, só para ter o veterano Wolverine a garantir-lhe seu lugar no time. Mais tarde, quando Xavier tenta avisar sobre Ciclope seu recente encontro com Sinistro, Emma consegue penetrar na mente do professor sem ser detectada. Durante o curso de seu encontro, Emma força Xavier reviver cada um de seus erros e decisões moralmente ambíguos feitas sob pretextos altruístas. É também revelado que, Emma está tão zangado com Xavier a ponto de ajudá-lo a seguir em frente com sua vida. Emma aponta o professor em uma nova direção, forçando-o a reviver a morte de Moira MacTaggert e lembrando-o de suas últimas palavras.

### Reinado Sombrio
Depois de acordar de um pesadelo, Emma é convidada a juntar-se a Cabala de Norman Osborn. Na primeira reunião é revelada suas verdadeiras intenções. Seu intuito é ajudar uns aos outros a atingir seus objetivos. Quando Emma aponta que ela não pertence a cabala, Norman responde, apontando que ela é uma porta-voz influente de uma raça poderosa morrendo. Ele lembra que alguém tem de fazer uma jogada ousada, em nome de seu povo, e que ela precisa, para tocar em seu verdadeiro eu, tomar algumas decisões difíceis. Ele também afirma que ele quer um psíquico na equipe, pois ele mantém todos os outros (relativamente) honestos. Mais tarde, ela sai sem confirmar se ela vai participar.
Emma começa a suspeitar que Scott está escondendo algo dela, ou seja, a existência da X-Force. Após uma conversa com Scott, Tempestade percebe que ela está preocupada e Emma diz que se sente como se Scott estivesse se afastando dela. Eles não são mais parceiros e líderes, mas sim simplesmente namorados. eventualmente, levando-a a concordar em participar da reunião convocada por Norman Osborn.
Na reunião, é revelado que ela e Príncipe Namor compartilharam uma história romântica. Durante seus dias como a Rainha Branca, Sebastian Shaw enviou Emma para convencer Namor a se juntar ao Clube do Inferno. Em vez disso, Namor levou-a para seu reino e eles começaram um relacionamento. Acreditando que Emma o havia traído, Shaw enviou um sentinela reprogramado para Atlantis, atacando os dois e destruindo o reino. Quando Namor confrontou Shaw por sua traição, Selene pegou telepática de Emma, apagando suas memórias de Namor, que jurou se vingar de Shaw. No presente, Emma revela que a sua batalha inicial com Fênix desbloqueado suas memórias de Namor. Ela faz um pacto com ele, seduzindo Shaw e usando sua telepatia para fazer Namor acredita que ela tenha executado ele, enquanto secretamente telepaticamente incapacitante Shaw. Por seu negócio, Namor jura proteger espécie mutante como o seu próprio povo, enquanto Emma, mais determinado a preencher seu papel como líder da Espécie mutante, contata Scott deter capturado Shaw pelos X-Men para "crimes contra espécie mutantes".

### Irmandade de Mutantes
A Rainha Vermelha, junto com sua Irmandade de Mutantes, ataca os X-Men, com o objetivo de recuperar uma mecha de cabelo de Jean Grey que Wolverine guardara consigo. Mestre Mental coloca Emma em um transe psíquico. Jean Grey aparece para Emma e a ajuda à se libertar, usando um pouco da Força Fênix. Ela derrota Regan e mais tarde ataca a Irmandade em sua base, juntamente com Karma, Tempestade, e Cristal. Emma é mais tarde acordada no meio da noite por Fera, que afirma que os segredos que ela e Scott estão mantendo um do outro estão afastando-os.

### X-men Sombrios
Norman Osborn reuniu um grupo de mutantes e não-mutantes para formar seus próprios X-Men. Deu a liderança da equipe para sua “colega de cabala” Emma Frost. Mímico, Manto, Adaga, Daken, Fera e Mística, cada membro escolhido a dedo por Norman Osborn, Emma coloca Namor na equipe por seus proprios motivos.
A estreia da equipe para o público que o funcionário "X-Men" manter alta a aprovação pública por meio de estratégia de mídia de Osborn. Eles derrubar o X-Men originais, retratando-os como uma milícia perigoso. Enquanto isso, Emma descobre que Osborn está trabalhando com a Fera Negra, torturando mutantes apreendidos e alimentação de seus poderes em uma máquina que permite mais poder para Arma Omega, Ciclops envia X-Force em uma evacuação estratégica dos prisioneiros mutantes, resultando em um confronto planejado com os X-Men Sombrios. Enquanto as equipes se preparam para enfrentar fora, Emma, então, revela seu papel como um agente duplo, derrotando X-Men Sombrios com a ajuda de Namor. Ela se estende um convite a Manto e Adaga para se juntar aos X-Men, Manto teleportar para o recém-criado ilha de Utopia, que é a antigo asteroide m e agora base dos x-men. Ao saber disso, Norman e seus Vingadores Sombrios e X-men Sombrios, para ir atrás de Emma, Namor, e Scott. Durante a batalha final, o plano final de Emma, para distrair o Sentinela o invencível tomando o vacuo dentro de si mesma. Isso permite que o Sentinela para se recuperar o controle e fugir da batalha, no entanto Emma não pode conter o Vacuo e persegue o Sentinela, embora um pedaço de ele permanece dentro de seu corpo. A fim de manter a parte do Vacuo fora de Emma, para não utilizar suas poderosas habilidades psíquicas, ela deve permanecer em forma de diamante. Para dar um fim, ela veio a importante decisão de extrair o vazio quando do lançamento do Fênix das Irmãs Stanford ficaram inconsciente. Com a ajuda de Professor X, ele é extraído, No entanto, o Vácuo entra na mente de Ciclope, apenas para Scott usar o treinamento psíquico, que ele pegou a partir de seus anos com Jean para conter o Vácuo em uma prisão inescapável em sua mente.

### Necrosha
Emma é alvo de Selene, juntamente com Sebastian Shaw e Donald Pierce e por não ter traído os seus em seu plano de ascender à divindade. Selene também está irritada com mais de Emma usando o nome de Rainha Negra quando ela estava trabalhando para X-Men sombrios de Osborn. Ela envia os Santâicos ressuscitados ao ataque a Emma. Sua aparência é bem-sucedida, deixando Emma em um estado de choque e de culpa, forçando Ciclope encomendar outros X-Men para proteger Emma, que é incapaz de agir em seu estado horrorizado. Selene e seu círculo aparece em Utopia para capturar Arpão e recuperar lâmina roubado Selene mística. Emma reconhece Blink e pára Wolverine entes dele matar Decompositor. No entanto, o círculo interno de Selene consegue capturar Arpão e impiedosamente matar Onyxx e Diamond Lil e ferir gravemente Anjo, antes de voltar para Necrosha. Emma reconhece que a ameaça não terminará até que Selene está permanentemente parado, e as ordens X-Force para viajar para Necrosha e matar Selene e seu círculo íntimo, incluindo Decompositor.

### Segundo Advento
Durante os eventos de Segundo Advento, Emma age como apoio moral para Scott, bem como atuando como uma linha de comunicação entre Scott e sua Equipe Alfa de X-Men. Quando Vampira se torna consciente de que ela tem uma conexão empática para a Esperança, ela contata Emma para ajuda, embora Emma descobre que o vínculo não é de natureza telepática. Junto com todos os outros telepatas entre os X-Men, Emma é afetado pela reação psionica quando Bastion fecha cerebra baixo e Scott informa que Ariel morreu em um ataque com mísseis. Ela vai até o funeral do Noturno, juntamente com todos os outros X-Men. Depois de Scott enviar a X-Force para o futuro para tentar parar o exército de Sentinelas Nimrod invadindo o presente, Scott informa que Emma é uma missão suicida. Ela toma parte na batalha sobre a Golden Gate Bridge e quando Bastion destrói a ponte, ela observa com preocupação Hope Summers manifestar a Força Fênix, embora Wolverine diz a ela que não há nada que ela possa fazer agora.
Depois da batalha, os alunos têm uma fogueira para tentar se recuperar da batalha. Como Emma está em torno de seu estado de diamante, Scott se aproxima dela e pergunta como é se esperança e se eles estavam certos em colocar sua fé nela como um messias mutante. Emma diz que não importa neste momento, frustrando-o. Depois de Scott deixa ela vê o manifesto da Força Fênix em torno de Esperança, que momentaneamente assume a aparência de Jean Grey, fazendo com que ela lembre-se que Jean tinha dito a ela para "preparar". Horrorizada, ela corre atrás de Scott para contar-lhe sobre o que viu e o que ela se lembrava. Encontrá-lo na cerebra, Scott diz que eles estavam certos como cinco novos mutantes manifestam seus poderes em todo o mundo.

### Adeus á Sebastian Shaw
Numa tentativa de se livrar o prisioneiro secreto e antigo amante, Sebastian Shaw, sem que Perigo, Scott e Namor saibam. Emma chama Fantomex para conseguir fazer uma ilusão para capturar o prisioneiro da Sala do Perigo. Num momento de preocupação e ainda tendo que abrir um elo entre a intangível Kitty e Colossus, Emma deixa escapar os seus pensamentos, o que faz que Katherine descubra tudo e querer ir embora. Ao vestir um traje protetor vai junto com o Fantomex e Kitty para se livrar de Shaw (sobre oposição de Kitty que viaja para impedi-lo). Ao mesmo tempo que Utopia sofre de uma gripe que só afeta mutantes.

## Personalidade
Emma Frost é um dos personagens mais dúbios dentro do universo mutante. Ao atuar no Clube do inferno junto com Sebastian Shaw. Ainda hoje não se sabe se ela juntou-se aos x-men como meio de redenção ou apenas como uma nova empreitada rumo a um objetivo maior e maligno. Suas frases são sempre recheadas de sarcasmo e humor negro e, devido a seus poderes telepáticos, suas verdadeiras intenções são desconhecidas de qualquer um, até mesmo de Ciclope com quem mantém um relacionamento bastante íntimo. Emma é o perfeito exemplo de uma pessoa fria e calculista, conseguindo esconder seus sentimentos até mesmo nas situações mais críticas. Em um momento de confusão mental, ela tentou matar Hope Summers, sendo impedida por Namor. Voltando a si, sua maior preocupação não foi a de descobrissem acerca de seu crime, mas sim o de que sua imagem fosse abalada pela descoberta de que pudesse sentir medo e inveja da garota.
Perigo, o robô humanóide que guardava a prisão dos x-mens, descreve bem a incerteza acerca do caráter da mutante: "Desde que concordei em tomar conta do programa de reabilitação dos x-men, eu tenho estado fascinada pela noção de alguns humanos serem inerentemente bons ou maus. Alguns de meus prisioneiros são pervertidos, homens viciados totalmente incapazes de sentir algo além de desprezo ou raiva. Outros eu passei a acreditar que possam ser redimidos. Então, qual dos dois é Emma Frost? Eu ainda não sei." (Perigo - Uncanny X-men 529 - Outubro de 2010)

## Poderes e habilidades
Emma Frost é uma mutante de enorme capacidade telepática, e capaz de se transformar em um estado orgânico de diamante com força e durabilidade aprimoradas que suprimem sua telepatia. Além disso, Frost foi a anfitriã da Força Fênix e foi classificada como uma mutante no nível Omega quando ela foi encerrar a Academia dos Vingadores como uma das Cinco Fênix. Atualmente, seu status de poder foi repaginado de modo definitivo e desta forma, sua categoria atual é apenas mutante Alfa.

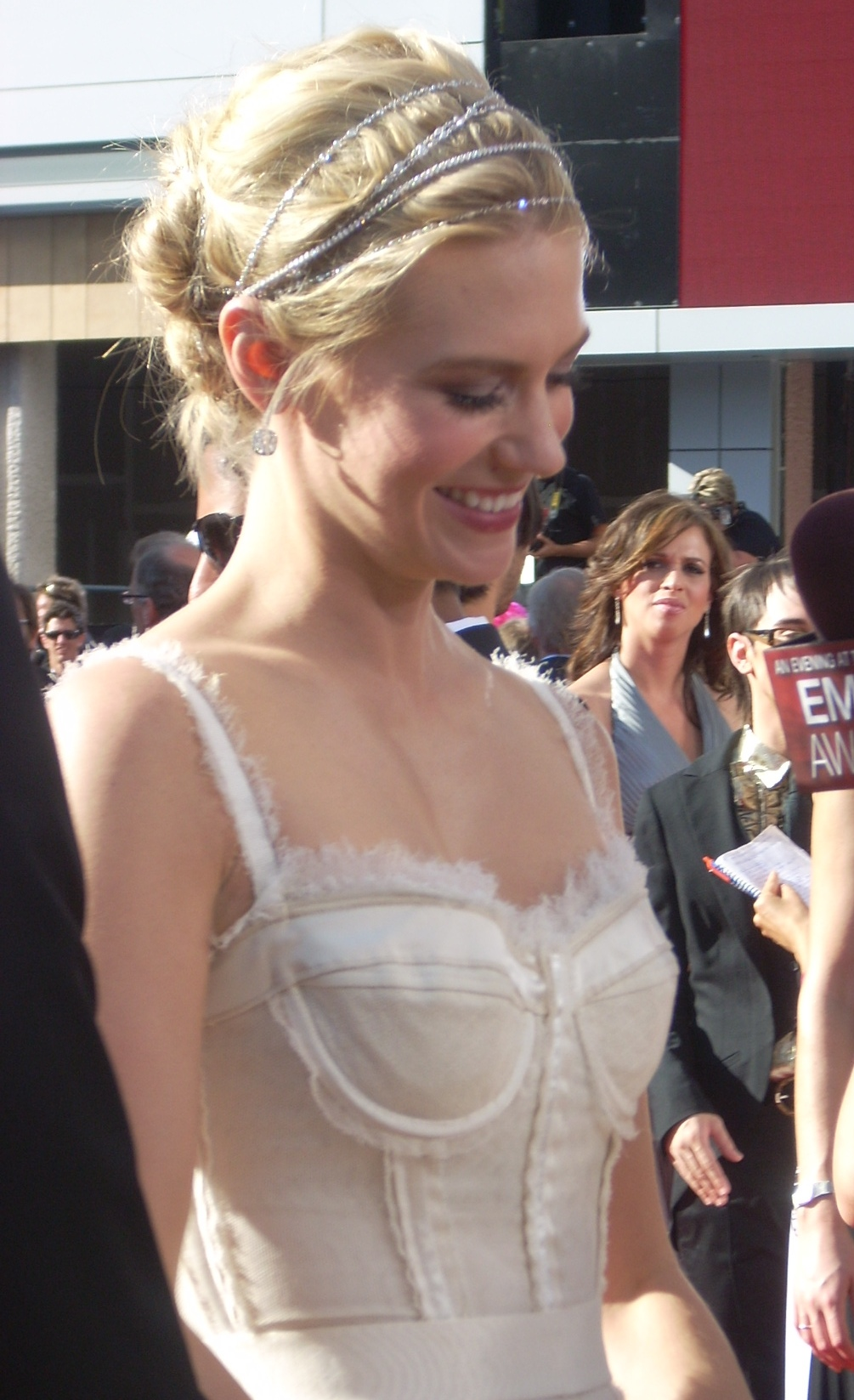
A personagem foi interpretada por January Jones em X-Men: Primeira Classe.

Frost foi capaz de feitos extraordinários, incluindo os padrões telepáticos avançados de: transmitir e receber pensamentos, controle da mente, alteração de percepções e memórias, proteção psíquica, projeção astral, troca de mente, modificação do engrama do cérebro, sedação mental e indução de dor mental por meio do toque. Ela também é capaz de aumentar, ativar e desativar os poderes de um mutante acessando as vias neurológicas do cérebro e pode se comunicar através de distâncias globais sem ajuda. As suas habilidades podem rivalizar com as do próprio Charles Xavier, mas não são páreas para os dons telepáticos da mutante nível Ômega, Jean Grey. Também é sugerido que Emma frost tem uma telecinese de baixo nível, demostrado ao levantar pessoas e objetos, criar campos de proteção telecineticos e voar. Ela também foi referida como "Teleparta da mais alta classe", foi classificada entre os cinco telepatas mais habilidosos do planeta e demonstrou superar telepatas classificados como potencialmente capazes de produzir energia psiônica ilimitada. Frost também tem uma mutação secundária que lhe deu a capacidade de transformar seu corpo em diamante orgânico. Na forma de diamante, Frost é translúcida e mantém a mobilidade, sendo quase invulnerável. A sua forma de diamante faz com que Frost emita luz ultravioleta de baixo nível. Frost tem um intelecto avançado com vários cursos universitários e um planejador extratégico eficaz com várias industrias bilionárias.
O corpo de diamante de Emma é virtualmente incansável, pois não produz venenos de fadiga e não precisa de água ou comida. No entanto ela também fica entorpecida pela emoção, dor e empatia. É impermeável ao frio e resistente ao calor nesta forma. Além disso, nessa forma, ela não precisa respirar e tem grande resistência, força e longevidade.

## Em outras mídias

### Desenhos animados
- Emma Frost é parte da Irmandade de Mutantes no piloto Pryde of the X-Men, de 1989.[14]
- Na adaptação da Saga da Fênix Negra vista na animação X-Men: Animated Series de 1992, Emma Frost é parte do Clube do Inferno.[14]
- Emma Frost é uma das principais personagens de Wolverine and the X-Men, onde é parte dos X-Men.[14]
- Emma aparece no anime Marvel Anime: X-men e que também conhecia a garota capaz de usar armadura Hisako Ichiki. Ela no início da série é incriminada por Mastermind por causar a morte de Jean Grey, que chegou a causar um grande ódio e depressão de Scott Summers.

### Filmes
- Emma Frost já apareceu no filme Geração X, onde é interpretada por Finola Hughes.[15]
- Emma aparece no filme X-Men: Primeira Classe, onde foi interpretada por January Jones e faz parte do Clube do Inferno.[16] Uma personagem também chamada Emma com o poder de transformar a pele em diamante (creditada como Emma/Irmã de Kayla, mas referida como Emma Frost em comerciais) apareceu também em X-Men Origins: Wolverine, interpretada por Tahyna Tozzi.[17]
- No filme X-Men: Dias de um Futuro Esquecido, Eric menciona a Xavier que Emma foi morta depois de ser liberta da cadeia pelo próprio Eric depois de adotar o nome de Magneto.

### Videogames
- Emma Frost já apareceu como chefe nos jogos The Uncanny X-Men, X-Men: Madness in Murderworld e Konami's X-Men.
- Emma Frost é personagem jogável em X-Men Legends, e faz breve aparição na continuação X-Men Legends II: Rise of Apocalypse.[14]
- Frost faz uma aparição em X-Men: Destiny.
- Frost é personagem jogável em Marvel Super Hero Squad Online,[14] Marvel Future Fight,[18] Marvel Puzzle Quest,[19]Marvel Lego Super Heroes, Marvel Heroes,[14] Marvel Contest of Champions,[20] e Marvel Super War.